# Burmannia hexaptera
Burmannia hexaptera är en enhjärtbladig växtart som beskrevs av Rudolf Schlechter. Burmannia hexaptera ingår i släktet Burmannia och familjen Burmanniaceae. Inga underarter finns listade i Catalogue of Life.